# Коваленко, Иван Семёнович
Ива́н Семёнович Ковале́нко (1927—1978) — организатор светотехнического производства в Мордовии, заслуженный работник промышленности Мордовской АССР, Герой Социалистического Труда (1976).

## Биография
Уроженец села Дивное Северо-Кавказского (ныне Ставропольского) края. После окончания неполной средней школы в станице Воронцовская прошёл обучение в Краснодарском электромеханическом техникуме. По распределению работал в Ташкенте на заводе, где начал трудовой путь мастером, а дошёл до главного механика.
В 1954 году направлен в Мордовию на Ардатовский светотехнический завод, где работал главным инженером, а потом директором.
В 1962 году выдвинут на должность директора Саранского электролампового завода. По его идее создается производственное объединение «Светотехника». В 1964 году он становится генеральным директором этого объединения. Фирма выпускала каждую третью в РСФСР лампочку и отправляла свою продукцию в 64 страны мира. В качестве консультанта И. С. Коваленко помогал запускать заводы в Киргизии, Томске, Бресте, Полтаве.
В 1976 году Указом Президиума Верховного Совета СССР Ивану Семёновичу Коваленко было присвоено звание Героя Социалистического Труда с вручением ордена Ленина и медали «Серп и Молот».
Скончался 31 июля 1978 года в своём кабинете на работе.
Член КПСС, делегат XXIII и XXIV съездов КПСС. Избирался депутатом Верховного Совета Мордовской АССР, членом Мордовского обкома КПСС.

## Память
Его именем названа улица в Саранске.